# Amy Heckerling

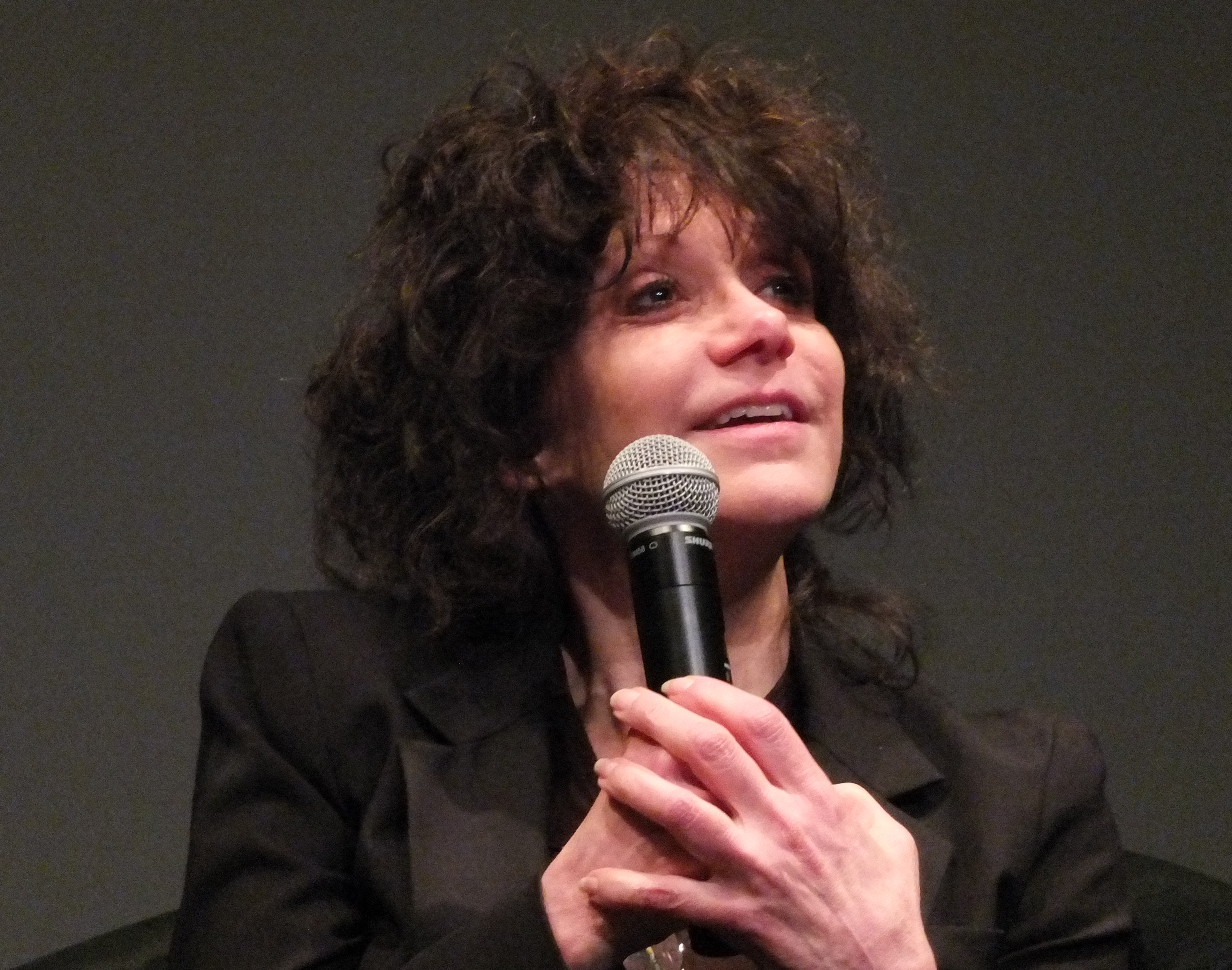
Amy Heckerling, 2017

Amy Heckerling (* 7. Mai 1954 in New York City) ist eine US-amerikanische Filmregisseurin und Drehbuchautorin.

## Leben
Heckerling studierte Filmkunst an der New York University, dann absolvierte sie das AFI Conservatory des American Film Institute. Sie debütierte mit der Schulkomödie Ich glaub’, ich steh’ im Wald (1982) mit Sean Penn, Jennifer Jason Leigh und Judge Reinhold, der im Jahr 2005 ins National Film Registry aufgenommen wurde. Die Filme Kuck mal, wer da spricht! (1989) und Kuck mal, wer da spricht 2 (1990) drehte sie mit John Travolta und Kirstie Alley, den Film Clueless – Was sonst! (1995) mit Alicia Silverstone. Für den Film Clueless – Was sonst!, für den sie auch das Drehbuch schrieb, gewann sie den National Society of Film Critics Award und wurde für den Writers Guild of America Award nominiert. In den Jahren 1996 bis 1999 führte sie Regie der Fernsehserie Clueless – Die Chaos-Clique. Beim Film Loser – Auch Verlierer haben Glück (2000) mit Jason Biggs und Mena Suvari war sie nicht nur als Regisseurin, sondern auch als Drehbuchautorin und Filmproduzentin tätig. 2012 drehte sie die Vampir-Romantikkomödie Vamps – Dating mit Biss mit Alicia Silverstone, Krysten Ritter und Sigourney Weaver in den Hauptrollen.
Heckerling war mit dem Regisseur Neal Israel verheiratet und ist Mutter der 1985 geborenen Schauspielerin Mollie Israel.

## Filmografie (Auswahl)
Regisseurin
- 1982: Ich glaub’, ich steh’ im Wald (Fast Times at Ridgemont High)
- 1984: Johnny G. – Gangster wider Willen (Johnny Dangerously)
- 1985: Hilfe, die Amis kommen (European Vacation)
- 1989: Kuck mal, wer da spricht! (Look Who’s Talking)
- 1990: Kuck mal, wer da spricht 2 (Look Who’s Talking Too)
- 1995: Clueless – Was sonst! (Clueless)
- 2000: Loser – Auch Verlierer haben Glück (Loser)
- 2007: Hauptsache verliebt (I Could Never Be Your Woman)
- 2012: Vamps – Dating mit Biss (Vamps)
- 2015: Red Oaks (Fernsehserie, 2 Folgen)

Drehbuchautorin
- 1989: Kuck mal, wer da spricht! (Look Who’s Talking)
- 1990: Kuck mal, wer da spricht 2 (Look Who’s Talking Too)
- 1995: Clueless – Was sonst! (Clueless)
- 1996–1999: Clueless – Die Chaos-Clique (Clueless, Fernsehserie, Schöpferin)
- 2000: Loser – Auch Verlierer haben Glück (Loser)
- 2007: Hauptsache verliebt (I Could Never Be Your Woman)
- 2012: Vamps – Dating mit Biss (Vamps)